# Bonanova Burgès i Lasheras
Bonanova Burgès i Lasheras   (1909 - 17 de setembre de 1932) fou una compositora i pianista.

## Biografia[2][3]
Filla del compositor Manuel Burgès i de la pianista Carolina Lasheras de Vergara.
Era coneguda la seva devoció religiosa. El seu director espiritual era fra Luis de Santa Teresa. El seu pare li dedicà les obres Corteig i dansa de les belleses per a mandolina i piano (1932), La vicaria.
Va iniciar la catalogació de l'obra del seu pare, feina que va acabar la pianista Ángeles Bernabeu Geli, alumna seva.
Va morir el 17 de setembre de 1932 amb l'edat de 23 anys.

## Obra[4]
- Elegía (1928), per a cant i piano. Lletra: Jacint Verdaguer
- L'ànima de les flors (1930), lied. Lletra: Joan Maragall
- Bona nit, infants (1932), per a cant i piano
- Arrullos del Plata
- Blue Star, fox-trot
- Caresse, vals per a piano
- Cocktail, fox-trot
- Desengaño, vals
- Metamorphosis, humorada per a cor mixte a 6 veus
- Muchachita, tango. Lletra: Luis Marín
- The sun, american dance, per a dos pianos

### Adaptacions de l'obra d'altres autors
- La cena de los apóstoles, op. 875, de Manuel Burgès
- Sor Sanxa y sus compañeras de Caridad, impressió simfònica per a piano a 4 mans